# DeLorean DMC-12
DeLorean DMC-12 — спортивный автомобиль, который выпускался в Северной Ирландии для американской автомобильной компании DeLorean Motor Company с 1981 по 1983 год. В 2008 году машины производились под заказ и восстанавливались силами компании DMC Texas.
Более распространённым названием стало DeLorean, так как это была единственная модель, выпускавшаяся компанией. В DMC-12 были использованы двери типа «крыло чайки». Первый опытный образец DeLorean Safety Vehicle (DSV) появился в марте 1977 года, а производство началось в 1981 году (первый DMC-12 сошёл с конвейера 21 января на фабрике DMC в Данмурри в Северной Ирландии). В течение его производства несколько деталей автомобиля были изменены (капот, колёса и интерьер). До прекращения производства в 1983 году было изготовлено около девяти тысяч экземпляров DMC-12, из которых примерно восемь тысяч сохранились до наших дней.
Он стал широко известен благодаря появлению в качестве машины времени в медиафраншизе «Назад в будущее» после 1985 года.

## История

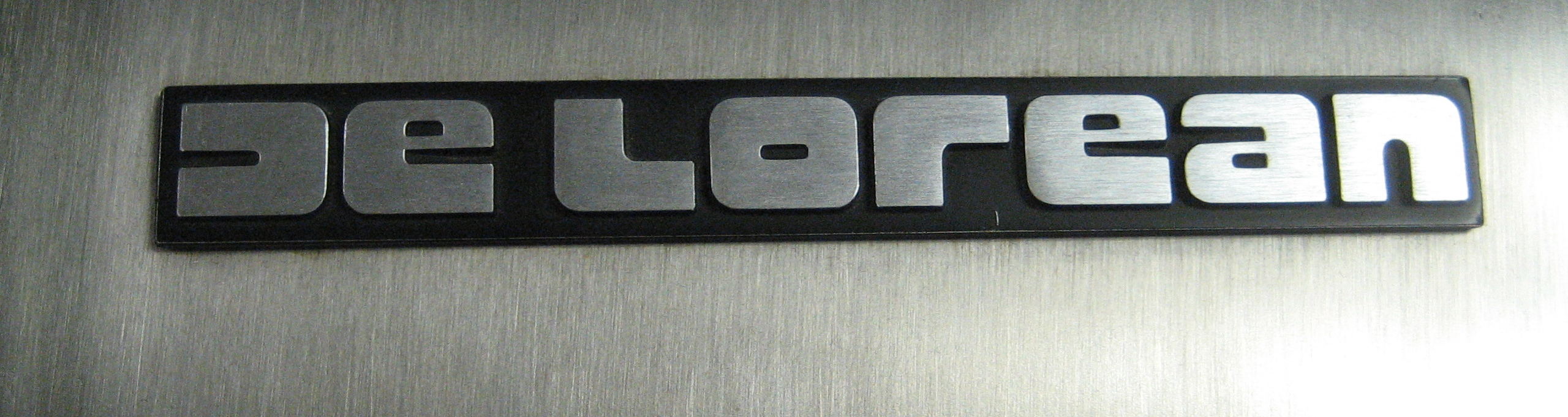
Логотип

Техническую документацию для автомобиля по заказу Джона Делореана в сжатые сроки выполнила Lotus Engineering. В разработке дизайна принимал участие Джорджетто Джуджаро из Italdesign. В октябре 1976 года первый опытный образец DeLorean DMC-12 был закончен Уильямом Т. Коллинсом, главным инженером и проектировщиком Pontiac.
На машину изначально планировали устанавливать подвеску и доработанный двигатель от Chevrolet Corvette. Но из-за разногласий между GM и Делореаном пришлось искать альтернативу в виде новой разработки компаний Peugeot, Renault и Volvo (PRV) — шестицилиндровый двигатель центрального расположения объёмом 2849 см³ и мощностью 150 л. с. На машину устанавливались как механическая пятиступенчатая, так и автоматическая трёхступенчатая коробка передач.
Дизайн автомобиля составлял низкий, отполированный до зеркального блеска клиновидный кузов, расположенный сзади двигатель, двери типа «крылья чайки», задние колёса большего диаметра.
Для выпуска DMC-12 была построена фабрика в окрестностях Белфаста в Северной Ирландии. Строительство началось в октябре 1978 года, и хотя производство DMC-12, как ожидали, должно было начаться в 1979 году, его отложили до начала 1981 года. К тому времени уровень безработицы в Северной Ирландии был высок, и местные жители были рады новым рабочим местам. Рабочие были неопытны и потребовалось немало усилий для повышения качества автомобилей. Премиальность и снабжение лучшим доступным оборудованием позволили к 1982 году в некоторой степени повысить качество продукции.
Накопленные за время некачественной сборки долги и потерянный авторитет вели к банкротству. Качество готовых автомобилей вызывало сомнения, поскольку они делались в спешке, из-за чего появлялось большое количество нареканий у покупателей и вело к множеству возвратов. На автомобили производитель давал гарантию в 5 лет или 80 тысяч км пробега, однако только кузов, выполненный по передовым на то время технологиям, следовал условиям гарантии. Цена была несопоставимо высока для такого качества. Всё это приводило к низким продажам, склады были переполнены, и только энтузиасты покупали эти машины, готовясь за свой счёт доводить их до приемлемого состояния.
В октябре 1982 года Джон Делореан был арестован ФБР по сфабрикованному делу о продаже партии кокаина. Позже он был признан невиновным, но спасти DMC-12 уже не удалось — банки отказывали Делореану в кредитах, правительство прекратило финансирование. На момент закрытия фабрики в Северной Ирландии около 2000 штук DMC-12 оставались на складе непроданными, что составляло около 23 % от общего тиража. Эти машины были проданы спустя несколько лет — после того, как к DMC-12 пришла мировая известность.
Отличительной особенностью машины стал рамный кузов из композита, оклеенный снаружи листами неокрашенной нержавеющей стали толщиной 1 мм, из-за чего DeLorean получился стойким к коррозии и приобрёл специфичный оттенок корпуса. Он стал широко известен благодаря своему разочаровывающему недостатку мощности и производительности, который не соответствовал ожиданиям, связанным с его внешним видом и ценой, но он запомнился своим появлением в качестве машины времени в медиафраншизе «Назад в будущее» после 1985 года.
DMC-12 были прежде всего нацелены на американский рынок, поэтому машины оснащались на заводе левым рулём. Только несколько праворульных экземпляров DeLorean были выпущены для использования в Великобритании.
В 2008 году фирма DMC Texas обеспечивала владельцев машин запчастями и восстанавливала старые автомобили. Было налажено мелкосерийное производство DMC-12, а предполагаемая цена таких реплик составила порядка 90 000 долларов.

## DeLorean в популярной культуре

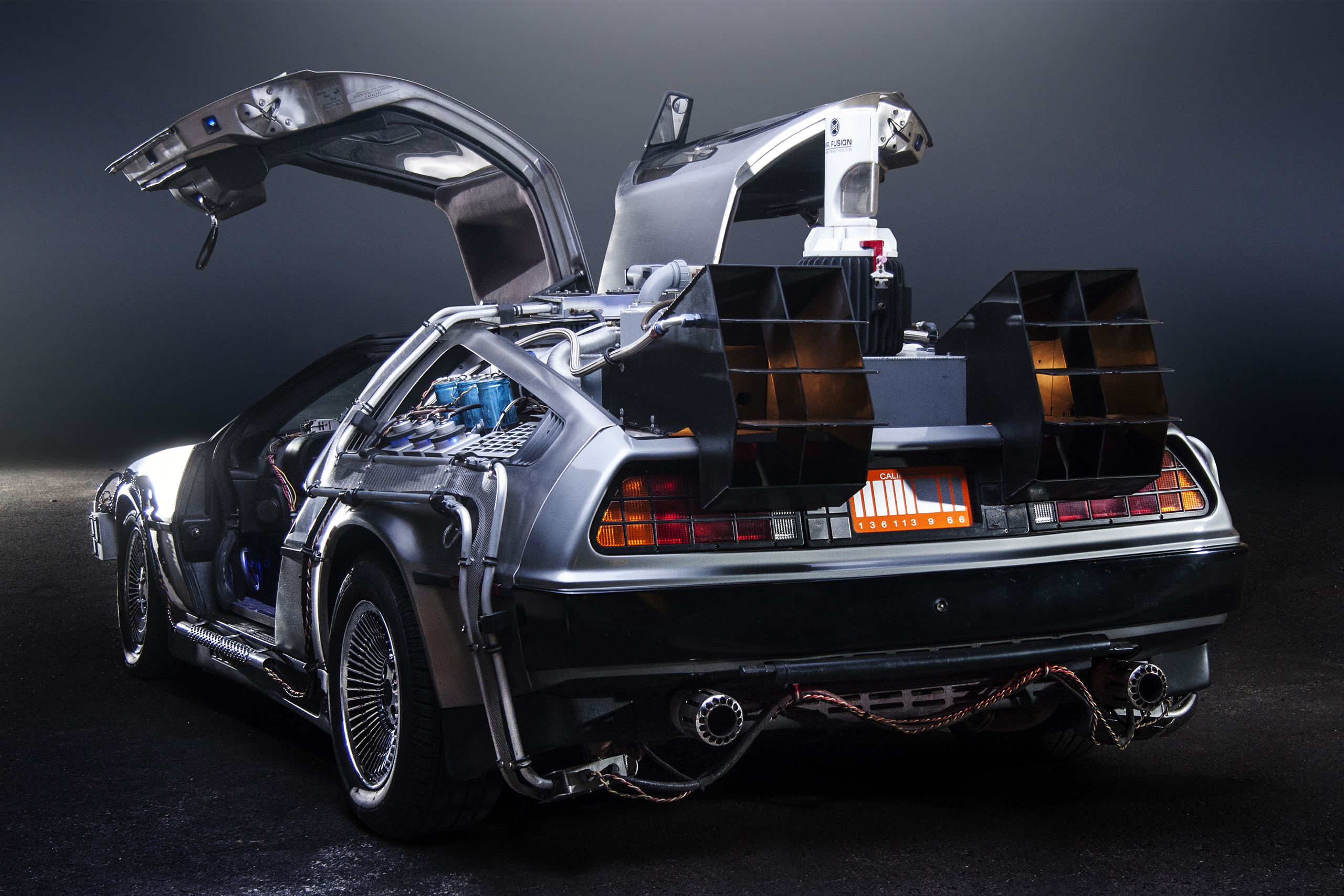
Автомобиль из фильма «Назад в будущее»

DeLorean DMC-12 обрёл широкую известность после выхода фильма «Назад в будущее», в котором автомобиль выступал в роли машины времени. Эмметт Браун, создатель машины времени, на вопрос его компаньона, Марти, почему тот сделал машину времени из DeLorean, ответил: «Если ты делаешь машину времени из автомобиля, то почему бы ей не выглядеть стильной … нержавеющая сталь кузова благотворно сказывается на завихрениях потока времени». Позднее в машине был заменён ядерный реактор, работающий на плутонии, на экологически чистую термоядерную установку Mr. Fusion из будущего, а также был установлен полетный модуль, благодаря которому машина приобрела возможность летать. После окончания съёмок в трилогии «Назад в будущее» первый из автомобилей, построенных в 1981 году специально для фильма, был помещён в музей Universal Studios Hollywood в Калифорнии в качестве туристического аттракциона. Спустя двадцать пять лет эта копия «машины времени» была тщательно отреставрирована поклонниками фильма и установлена для демонстрации в музее Petersen Automotive Museum.
В 2018 году вышла драма «Тачка на миллион» о создании бренда DeLorean, автомобиля DMC-12 и судьбе Джона Делореана.
В фантастическом фильме «Первому игроку приготовиться» (2018) этот автомобиль был замечен в коротком эпизоде в сцене гонок, а его изображение размещено на постерах кинокартины.
DeLorean DMC-12 фигурирует в роли главной модели короткометражного ролика под названием retrowave Флориана Реннера.
Модель автомобиля представлена в DeLorean DLC для Car Mechanic Simulator 2015.
Модель автомобиля также представлена в Driver: San Francisco и Grand Theft Auto Online как Imponte Deluxo.
Модель автомобиля представлена в DLC Rocket League — Back to the Future Car Pack под названием «DeLorean Time Machine» для игры Rocket League 21 октября 2015 года (по трилогии «Назад в будущее», это дата, в которую переместились Марти Макфлай и Эмметт Браун, отправляясь в будущее)

## Галерея

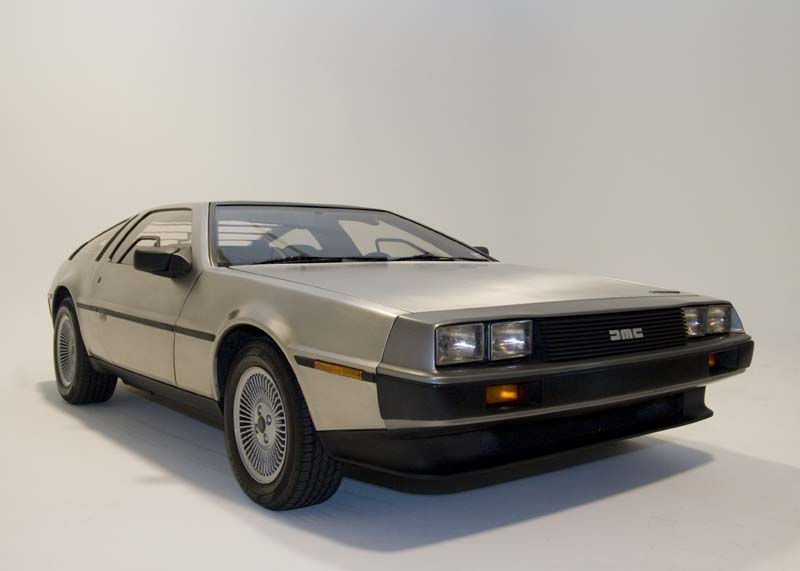
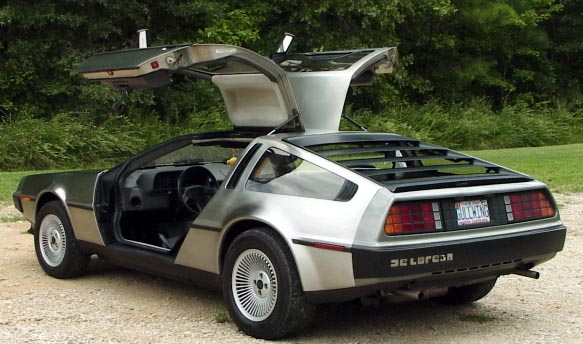
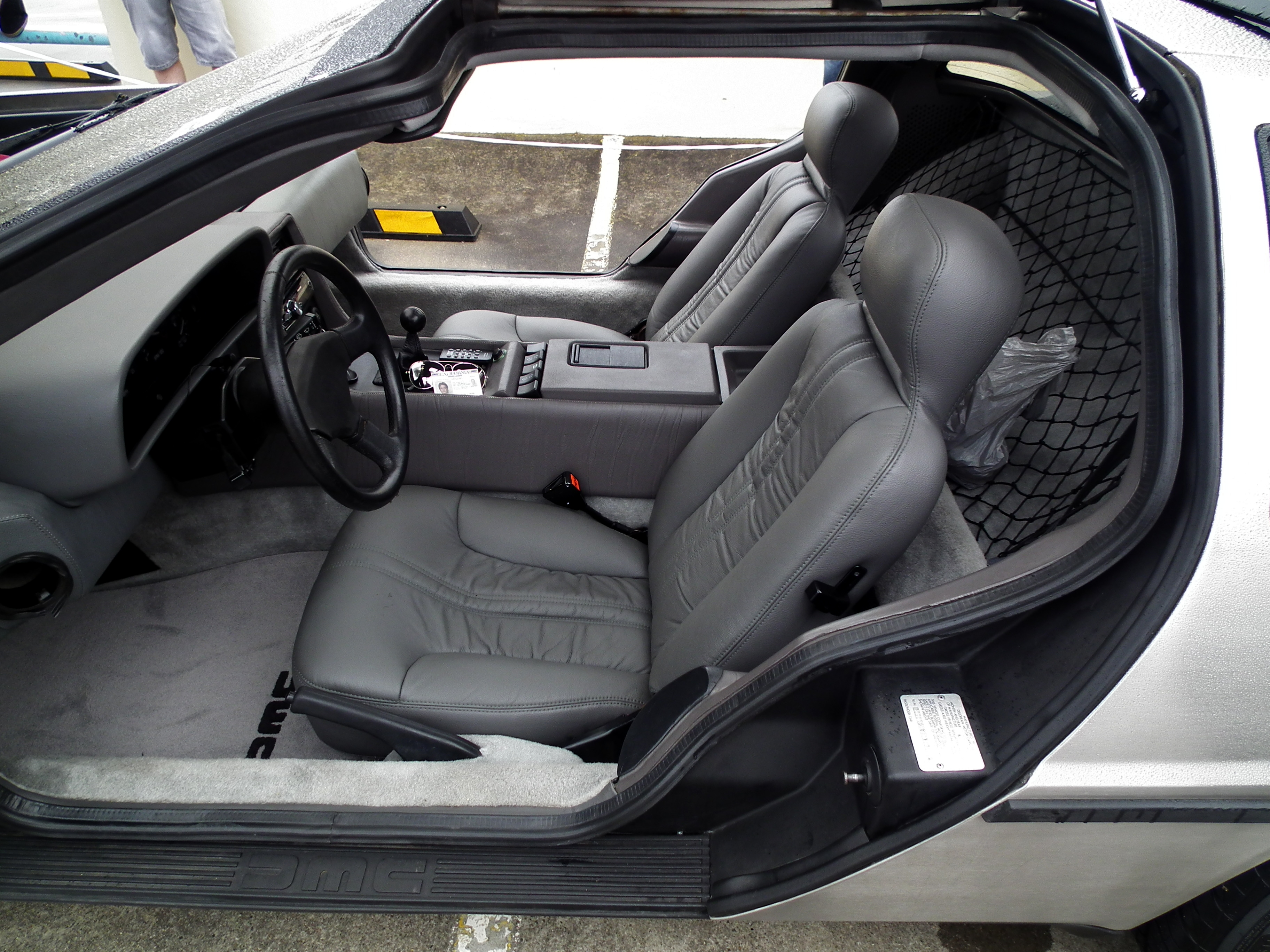
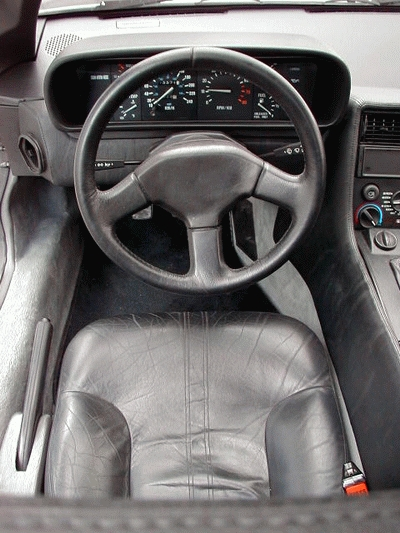
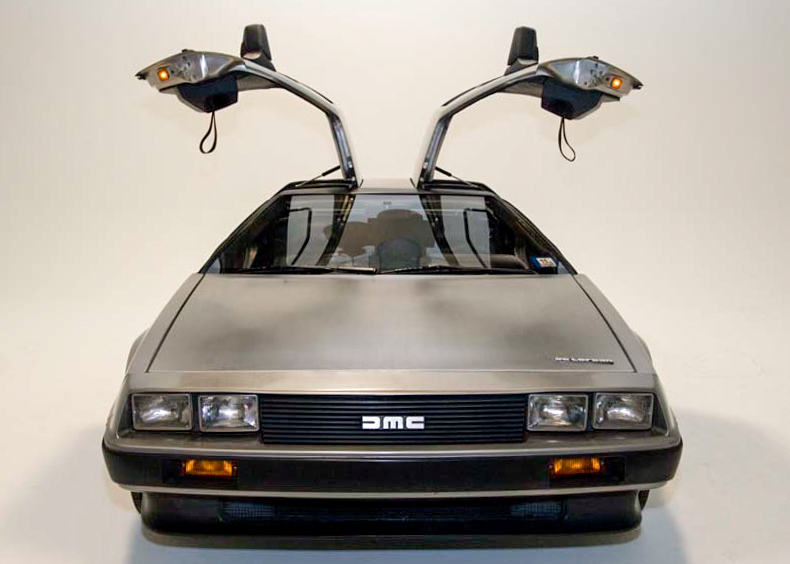